# Bellevalia webbiana
Il giacinto di Webb (Bellevalia webbiana Parl., 1854) è una pianta bulbosa della famiglia Asparagaceae (sottofamiglia Scilloideae).

## Etimologia
L'epiteto specifico è un omaggio al botanico inglese Philip Barker Webb (1793-1854) che lasciò molti suoi studi e raccolte all'Orto Botanico di Firenze, mentre il genere è dedicato al botanico francese Pierre Richer de Belleval (1564-1632).

## Descrizione
È una pianta erbacea perenne bulbosa, con bulbi globosi del diametro fino 3,5 cm, e fusto alto da 30 a 60 cm.
L'infiorescenza è un racemo lasso, lungo fino a 10 cm, con fiori apicali sterili e fiori fertili con perigonio cilindrico-campanulato, di colore inizialmente celeste-verdastro, successivamente tendente al violaceo-brunastro. Fiorisce in marzo-aprile.

## Distribuzione e habitat
Questa specie è endemica dell'Italia e più precisamente dell'area nord-orientale della Toscana e della zona sud-occidentale dell'Emilia-Romagna.
Cresce nei campi incolti, ai margini degli uliveti, nelle radure di bosco, fino a 800 m di altitudine.

## Tassonomia
La classificazione tradizionale (Sistema Cronquist, 1981) assegnava il genere Bellevalia alla famiglia delle Liliacee.

La moderna classificazione filogenetica ha notevolmente ridimensionato i confini del raggruppamento delle Liliacee, trasferendo molti generi in altre famiglie. Nella classificazione APG II (2003) il genere Bellevalia veniva attribuito alla famiglia Hyacinthaceae, raggruppamento incluso nelle Asparagaceae dalle successive versioni APG III (2009) e APG IV (2016).

## Conservazione
La Lista rossa IUCN classifica Bellevalia webbiana come specie in pericolo di estinzione (Endangered).